# Bisdom Lexington
Het bisdom Lexington (Latijn: Dioecesis Lexingtonensis) is een rooms-katholiek bisdom met als zetel Lexington, in de Amerikaanse staat Kentucky. Het bisdom is suffragaan aan het aartsbisdom Louisville. 

## Geschiedenis
Het bisdom werd opgericht op 14 januari 1988, uit delen van het aartsbisdom Louisville en het bisdom Covington.

## Parochies
Het bisdom had in 2021 een oppervlakte van 42.520 km2 en telde 1.593.400 inwoners waarvan 2,5% rooms-katholiek was.

## Bisschoppen
- James Kendrick Williams (14 januari 1988 - 11 juni 2002)
- Ronald William Gainer (13 december 2002 - 24 januari 2014)
- John Eric Stowe (12 maart 2015 - heden)

## Galerij van afbeeldingen

Wapen van het bisdom
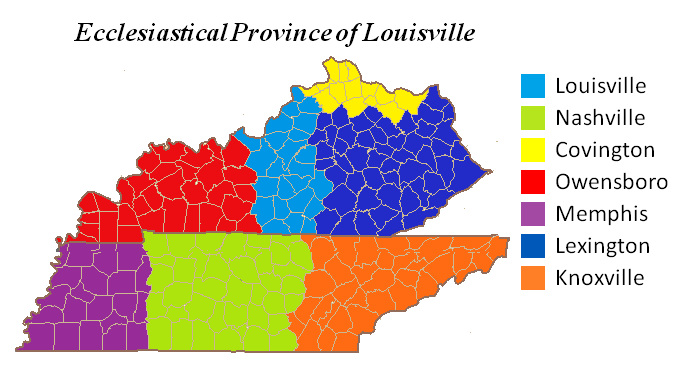
Kerkprovincie met aartsbisdom en suffragane bisdommen
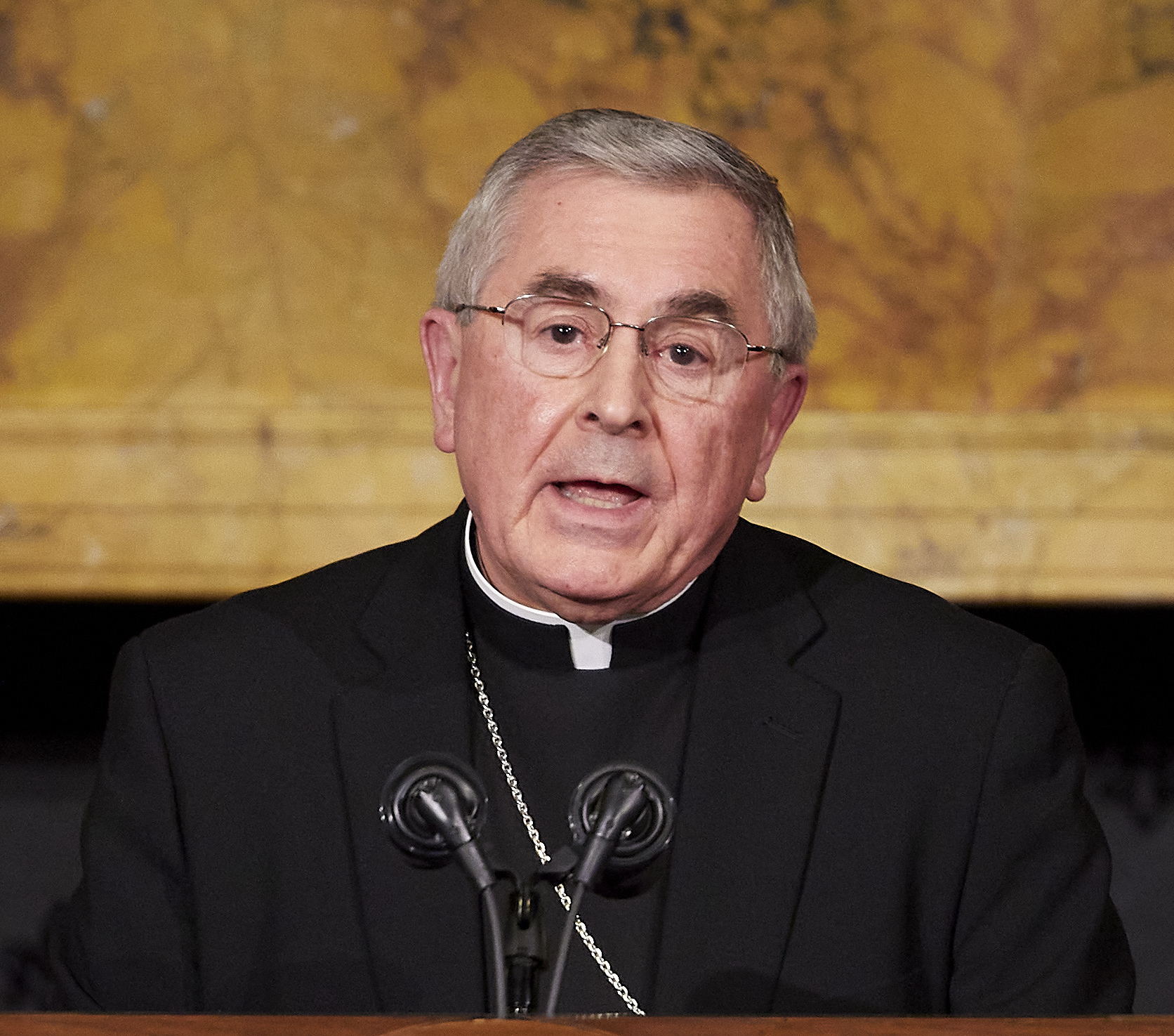
Bisschop Ronald William Gainer (2002-2014)

Louisville (aartsbisdom) · Covington · Knoxville · Lexington · Memphis · Nashville · Owensboro